# لوساتيا

موقع لوساتيا في أوروبا

لوساتيا (بالإنجليزية: Lusatia) أو صوربيا (بالإنجليزية: Sorbia) هي منطقة جغرافية تاريخية تقع في أوروبا الوسطى، وتمتد من الشرق إلى الغرب من ضفاف نهري بوبر وكفيسا Kwisa إلى شرقي وادي نهر إلبه. تقع هذه المنطقة حالياً بين غربي بولندا وشرقي ألمانيا وشمالي التشيك، وذلك في ولايتي ساكسن وبراندنبورغ الألمانيتين ومحافظة سيلزيا السفلى ومحافظة لوبوسكي البولنديتين.
قسمت المنطقة بعد الحرب العالمية الثانية بين بولندا وألمانيا على طول نهر نايسه (نهر نايسه اللوساتي) Lusatian Neisse، بحيث حازت بولندا على المنطقة الشرقية منه وألمانيا على الغربية، بحيث أصبح الفاصل بين البلدين يدعى خط أودر-نايسه.
يسكن هذه المنطقة شعب ذو أصل سلافي غربي يدعى الصوربيون ويتكلمون اللغة الصوربية بالإضافة إلى لغة البلد الأم البولونية أو الألمانية.
تعد مدينة كوتبوس الألمانية كبرى مدن هذه المنطقة، وتقسم في ألمانيا من الشمال إلى الجنوب إلى لوساتيا السفلى ولوساتيا العليا، والتي يفصل بينها نهر إلستر الأسود، بالإضافة إلى منطقة جبال لوساتيا.
تعرف هذه المنطقة (بالألمانية: Lausitz) (تلفظ لاوزيتس) وباللغة الصوربية العليا Łužica وباللغة الصوربية السفلى Łužyca وبالبولونية Łużyce وبالتشيكية Lužice.

## الجغرافيا
تضم لوساتيا منطقتين مختلفتين من حيث المناظر الطبيعية والتاريخ، منطقة جنوبية «علوية» جبلية ومنطقة «سفلية» تابعة للسهل الأوروبي الشمالي. يُحدد الحدود بين لوساتيا العليا والسفلى بشكل تقريبي مجرى نهر بلاك إلستر عند زنفتنبيرغ، ويستمر شرقًا باتجاه مدينة برزيفوز سيليزيا على نهر نايسه اللوساتي. تشمل المناطق المجاورة سيليزيا شرقًا وبوهيميا جنوبًا ومرغريفية مايسن ودوقية ساكس فيتنبرغ غربًا، بالإضافة إلى مرغريفية براندنبورغ (ميتلمارك) شمالًا.

### لوساتيا العليا
تقع لوساتيا العليا (أوبرلاوزيتس أو لوزيتشي غورنه أو هورنجا لوزيتشا) اليوم ضمن ولاية ساكسونيا الألمانية ماعدا جزء صغير شرق نهر نايسه حول لوبان والذي ينتمي الآن إلى مقاطعة سيليزيا السفلى البولندية. تتكون المنطقة من ريف جبلي يرتفع جنوبًا إلى مرتفعات لوساتيا قرب حدود جمهورية التشيك، ثم يرتفع أكثر ليشكل تلال زيتاو، وهي الجزء الشمالي الصغير من جبال لوساتيا (لوزيكي هوري/لاوسيتسر جيبيرجه) في جمهورية التشيك.
تتميز منطقة لوساتيا العليا بتربة خصبة وتلال متموجة، بالإضافة إلى مدن وبلدات تاريخية مثل باوتسن وغورليتس وتسيتاو ولوباو وكامينز ولوبان وبيشوفسفيردا وهيرنهوت وهويرسفيردا وباد موسكاو. تضم العديد من القرى الواقعة جنوب لوساتيا العليا معلمًا تقليديًا يشبه معالم المنطقة، وهو ما يُعرف باسم أومجيبيندهاوسر، وهي منازل نصف خشبية تجمع بين الطرازين الفرانكوني والسلافي. تشمل تلك القرى نيدركونرسدورف وأوبركونرسدورف وفيرسدروف ويونسدورف وسولاند آن دير شبري، بالإضافة إلى تاوبنهايم وأوباخ وفارنسدورف وإيبرسباخ.

### لوساتيا السفلى
يُطلق على معظم المنطقة التابعة لولاية براندنبورغ الألمانية اليوم اسم لوساتيا السفلى (نيدرلاوزيتس ولوزيتشي دولني ودولنا لوزيتشا)، وتتميز بالغابات والمروج. تأثرت المنطقة على مدار القرن التاسع عشر والقرن العشرين بأكمله بصناعة الليجنيت والتعدين المفتوح على نطاق واسع. تشمل المدن المهمة فيها كوتبوس وآيزنهوتنشتات ولوبن ولوبيناو وشبرمبرغ وفينسترفالده وزنفتنبرغ (زلي كومورو) وجاري التي تُعد الآن عاصمة لوساتيا البولندية.
تقع بين لوساتيا العليا والسفلى منطقة تُسمى غرينزوال، وتعني حرفيًا «سد الحدود» مع أنها في الواقع سلسلة ركام جليدي. كانت هذه المنطقة غنية بالغابات الكثيفة في العصور الوسطى، ما شكّل عائقًا كبيرًا أمام حركة المرور المدنية والعسكرية. تضررت بعض قرى المنطقة أو دُمرت بسبب صناعة تعدين الليغنيت المكشوف خلال حقبة الحرب الألمانية الثانية. تُحول الآن بعض المناجم المكشوفة السابقة، المنهكة الآن، إلى بحيرات اصطناعية، على أمل جذب المصطافين، ويُشار إلى المنطقة الآن باسم منطقة بحيرات لوساتيا.

### قوس مسكاو موراينك
يُعد قوس موسكاو موراينك موراين طرفي تشكل في أثناء تجلد إلستر الذي يشكل مع محيطه المباشر «قوس موسكاو موراينك التابع للحدائق الجيولوجية العالمية التابعة لليونسكو».
ضغط نهر جليدي في الجليد الداخل بسمكه نحو 500 متر طبقات الرمل والفحم البني أمامه وأسفله على طول يزيد عن 40 كم لتشكيل قوس طيات صغير الحجم مع مورين طرفي يصل ارتفاعه إلى 180 مترًا وعرضه 700 متر. نجح الحفاظ على الهيكل كسلسلة تلال مسطحة ومتموجة، وهو الوحيد من نوعه تقريبًا في العالم. امتلأت بحيرة المياه الذائبة التي ظهرت لاحقًا داخل حدوة الحصان بالطين. أدى تقدم الجليد في فترات البرد التالية إلى تآكل الأجزاء العليا من مورين الطرفي. تشكلت أخاديد يتراوح قطرها بين 3 أمتار و5 أمتار وعمقها الأقصى 20 مترًا وعرضها من 10 أمتار إلى 30 مترًا وطولها يصل إلى عدة كيلومترات بسبب الأكسدة وفقدان الحجم المصاحب في المناطق القريبة من سطح طبقات الفحم البني. تُعرف باسم «جيزر» (من كلمة «جيزور» الصربية التي تعني «بحيرة»)، وتشكل مساحات طويلة من الخنادق التي لا تصريف لها، والتي تكون إما مملوءة بالمياه الراكدة أو غالبًا مغطاة بالخث.
استُخرج الفحم البني في منطقة قوس موسكاو خلال القرنين التاسع عشر والعشرين بعد قرون من استخراج الطين والرمل جزئيًا من خلال التعدين العمودي والتعدين المكشوف. تشكلت بحيرات طويلة بشكلٍ ملحوظ في الحفر المتبقية شمال وشرق فايسفاسر بعد انتهاء التعدين بفضل موقع طبقات التعدين.

### المناظر الطبيعية في منطقة هيث وبركة لوساتيان العليا
تعد منطقة المناظر الطبيعية في هيث وبركة لوساتيان العليا أكثر منطقة غنية بالبرك في ألمانيا، وتشكل مع المناظر الطبيعية في منطقة هيث وبركة لوساتيان السفلى أكبر المناظر الطبيعية للبرك في أوروبا الوسطى.

## التاريخ

### التاريخ المبكر
استوطنت المنطقة قبائل لها ثقافة شعوب القلط وفقًا للسجلات المبكرة. استوطنها لاحقًا السمنونيون الجرمانيون في عام 100 قبل الميلاد تقريبًا. يُرجح أن اسم المنطقة مُشتق من اسم اللوغيين. استقرت فيها قبائل سلاف بولابيون تُعرف باسم ميلسيني ولوسيسي بشكلٍ دائم منذ 600 عام تقريبًا وما بعد ذلك.
خضعت المنطقة لنفوذ مملكة ألمانيا في القرن العاشر بدءًا من الحملات الشرقية للملك هنري الصياد في عام 928. خضعت قبائل لوساتيا حتى عام 963 للمارغريف دوقية ساكسونيا جيرو، وعند وفاته بعد عامين، تأسست منطقة لوساتيا على أراضي لوساتيا السفلى الحالية، وظلت تابعةً للإمبراطورية الرومانية المقدسة، لكن اندثرت منطقة مارس الشمالية المجاورة مجددًا في انتفاضة السلاف عام 983. كانت منطقة لوساتيا العليا اللاحقة، الممتدة من أراضي ميلسيني حتى حدود سيليزيا عند نهر كويسا، في البداية جزءًا من مرغريفية مايسن تحت حكم المارغريف إيكارد الأول.
طالب الدوق البولندي لمملكة بولندا اللاحقة بأراضي لوساتيا في الوقت نفسه، وعند وفاة الإمبراطور أوتو الثالث عام 1002، خسر المرغريف جيرو الثاني لوساتيا لصالح الدوق البولندي بوليسلاف الأول شروبري الذي استطاع الاستيلاء على المنطقة في فتوحاته، واعترف بها هنري الثاني أولًا في العام نفسه في مرسيبورغ، ثم لاحقًا في معاهدة بوتسن لعام 1018، وعليه أصبحت لوساتيا جزءًا من أراضيه، لكن استمر الصراع بين الألمان والبولنديين على إدارة المنطقة. استعادها الإمبراطور كونراد الثاني في حملة عام 1031 لصالح الحكام الألمان الساكسونيين من بيت مايسن التابع لآل فيتين في مرغريفية براندنبورغ الخاصة بأسرة أسكانيا الذين اشتروا منطقة لوساتيا (السفلى) في عام 1303.

باع ناخب براندنبورغ أوتو الخامس من فيتيلسباخ لوساتيا السفلى إلى الملك كارل الرابع ملك مملكة بوهيميا في عام 1367، وبالتالي أصبحت أراضي التاج البوهيمي.

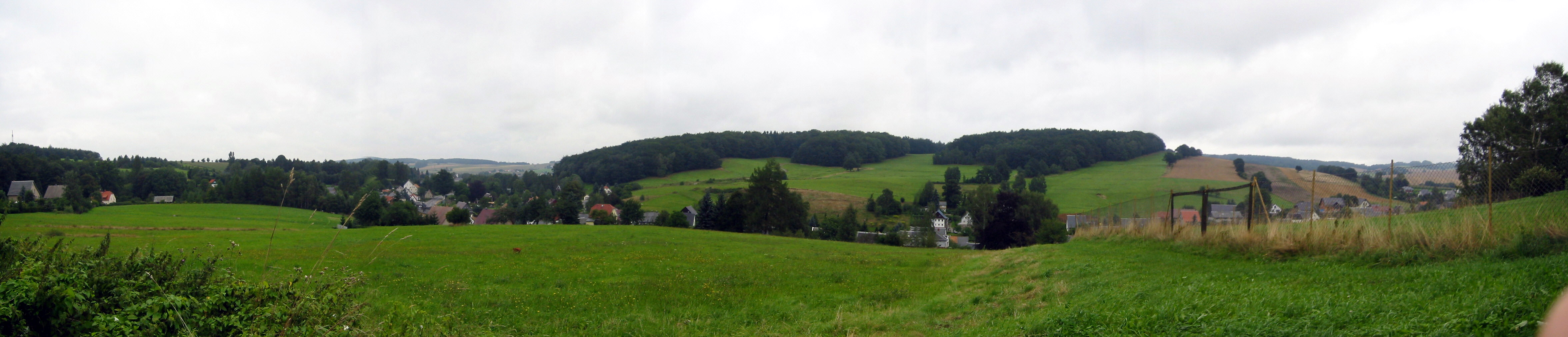
مرتفعات لوساتيا

## اقرأ أيضاً
- صوربيون
- لوساتيا العليا
- لوساتيا السفلى